# America Ferrera
America Georgine Ferrera (Los Angeles, 18 de abril de 1984) é uma atriz norte-americana. America é filha de pais hondurenhos, e a mais nova de seis irmãos. Desenvolveu interesse em atuar ainda criança, atuando em várias produções teatrais em sua escola. Fez sua estreia nos cinemas em 2002 com o drama Real Women Have Curves, ganhando vários elogios por sua performance.
Ficou conhecida com o drama adolescente Quatro Amigas e um Jeans Viajante (2005), e como a protagonista da série Ugly Betty, pela qual venceu um Globo de Ouro, um Screen Actors Guild e um Emmy Award, por sua performance como Betty Suarez. A revista Time nomeou-a como uma das 100 pessoas mais influentes do mundo em 2007.
Ela também dubla a personagem Astrid Hofferson na franquia de sucesso Como Treinar o Seu Dragão, não só nos filmes, mas também na série de televisão DreamWorks Dragons, que durou seis temporadas. De 2015 até 2021, quando a série foi cancelada. America co-produziu e atuou como Amy Dubanowski na série de comédia, Superstore, com o último episódio transmitido em 25 de março de 2021. Por sua participação em Barbie (2023), foi indicada ao Oscar de melhor atriz coadjuvante.

## Biografia
America é a caçula de seis filhos, nasceu em Los Angeles, Califórnia, seus pais emigraram para o país vindos de Honduras, em meados da década de 1970. Sua mãe trabalhava para um diretor de um hotel da rede Hilton. Quando ela tinha 7 anos, seus pais se divorciaram e seu pai voltou para Honduras, desde então, Ferrera e seus irmãos tiveram pouco contato com ela. Seu pai faleceu em 2010. Ferrera não gostava de seu primeiro nome quando criança e era conhecida pelas pessoas pelo seu nome do meio, "Georgine", até quando ela começou a atuar profissionalmente.
America começou atuando aos oito anos, em peças de teatro na escola e na comunidade onde morava. Aos dez anos, quando conseguiu um pequeno papel na produção de Hamlet, em sua escola, Ferrera já tinha a certeza de queria ser uma atriz, embora tenha tido pouco apoio de sua mãe, que acreditava que o ensino superior era o único caminho certo para a filha. Durante sua adolescência, enquanto estudava na El Camino High School, ela teve aulas de interpretação, e pagava com o dinheiro que ganhava trabalhando como babá. No último ano da escola, foi aceita na Universidade do Sul da Califórnia, com uma bolsa de estudos presidencialista, com dupla especialização em teatro e relações internacionais, porém ela desistiu pare se concentrar em sua carreira de atriz, mas depois conseguiu seu diploma de bacharel em maio de 2013.
Após abandonar a faculdade, America deu início ao seu objetivo, todos os dias pegava um ônibus até o centro de Los Angeles, para participar das audições para séries, filmes e peças profissionais que aconteciam por lá, além de ter se matriculado em cursos de atuação. Com o tempo ganhou o apoio de sua mãe, que percebeu que era isso que sua filha queria, e que ela tinha capacidade de se sustentar na profissão.

## Carreira
Em julho de 2002, America conseguiu seu primeiro papel profissional na televisão, em Gotta Kick It Up!, um telefilme do Disney Channel. Enquanto estava participando de um programa de teatro na Universidade Northwestern, fez sua estreia nos cinemas, no longa-metragem Real Women Have Curves, onde recebeu elogios da critica especializada e indicações a prêmios notáveis, como o Young Artist Awards. Depois disso ela participou de um episódio da série Touched by an Angel, e de alguns filmes independentes ou feitos para a televisão. Em 2005, estrelou o filme Como as Garotas Garcia Passaram o Verão, e no mesmo ano estrelou o drama adolescente Quatro Amigas e um Jeans Viajante, que foi um sucesso de bilheteria na época. Em dezembro de 2005, apareceu na peça da Off-Broadway "Dog See God: Confessions of a Teenage Blockhead", dirigida por Trip Cullman. Em 2006, estrelou o curta-metragem 3:52, que ganhou o Prêmio do Público no San Diego Women Film Festival. No final daquele ano, ela participou do filme Steel City, que recebeu indicações ao Film Independent Spirit Awards e ao Sundance Film Festival.
Ainda em 2006, America conseguiu o papel principal na série Ugly Betty, uma adaptação da telenovela colombiana Yo Soy Betty, La Fea. Como Betty Suarez, Ferrera tinha que usar aparelho nos dentes, sobrancelhas grossas e uma peruca despenteada, além de uma maquiagem propositalmente mal feita e um figurino brega e volumoso, caracterização que levava horas para ser realizada, tanto que a atriz chamava esse processo de “Bettification”.
A série se tornou um sucesso de audiência no canal ABC, e por sua performance, em 2007, America ganhou um Globo de Ouro de Melhor Performance de uma Atriz em uma Série de Comédia ou Musical. Em 16 de setembro de 2007, Ferrera ganhou um Primetime Emmy Award de Performance de uma Atriz em Série Comédia, tornando-se a primeira mulher latina a ganhar o prêmio de Melhor Atriz em uma categoria principal na premiação. Em 28 de Janeiro de 2007, Ferrera ganhou o prestigioso Screen Actors Guild Award de Melhor Atriz em Comédia. Ainda em 2007, a revista Time escolheu America como uma das "100 Pessoas Mais Influentes do mundo".
Em 2008, Ferrera reprisou sua personagem, Carmem, no filme Quatro Amigas e um Jeans Viajante 2, a continuação do primeiro filme lançado em 2005. Após o cancelamento de Ugly Betty em 2010, ela participou da dublagem do filme Como Treinar o Seu Dragão, como Astrid, a animação se tornou um sucesso, tendo uma sequência em 2014, e uma série animada na Cartoon Network e Netflix, que durou seis temporadas, America participou de todos os projetos. Em 2011, America passou a se dedicar ao teatro musical, interpretando Roxie Hart no musical Chicago, no West End de Londres. No mesmo ano participou de três episódios da série The Good Wife.
Em 16 de março de 2015, Ferrera anunciou que estava no elenco principal da nova comédia da NBC, Superstore, interpretando Amy, supervisora veterana de 10 anos em uma super loja chamada Cloud 9. Além de protagonista, Ferrera é co-produtora, e atuou como diretora alguns episódios.

## Vida Pessoal

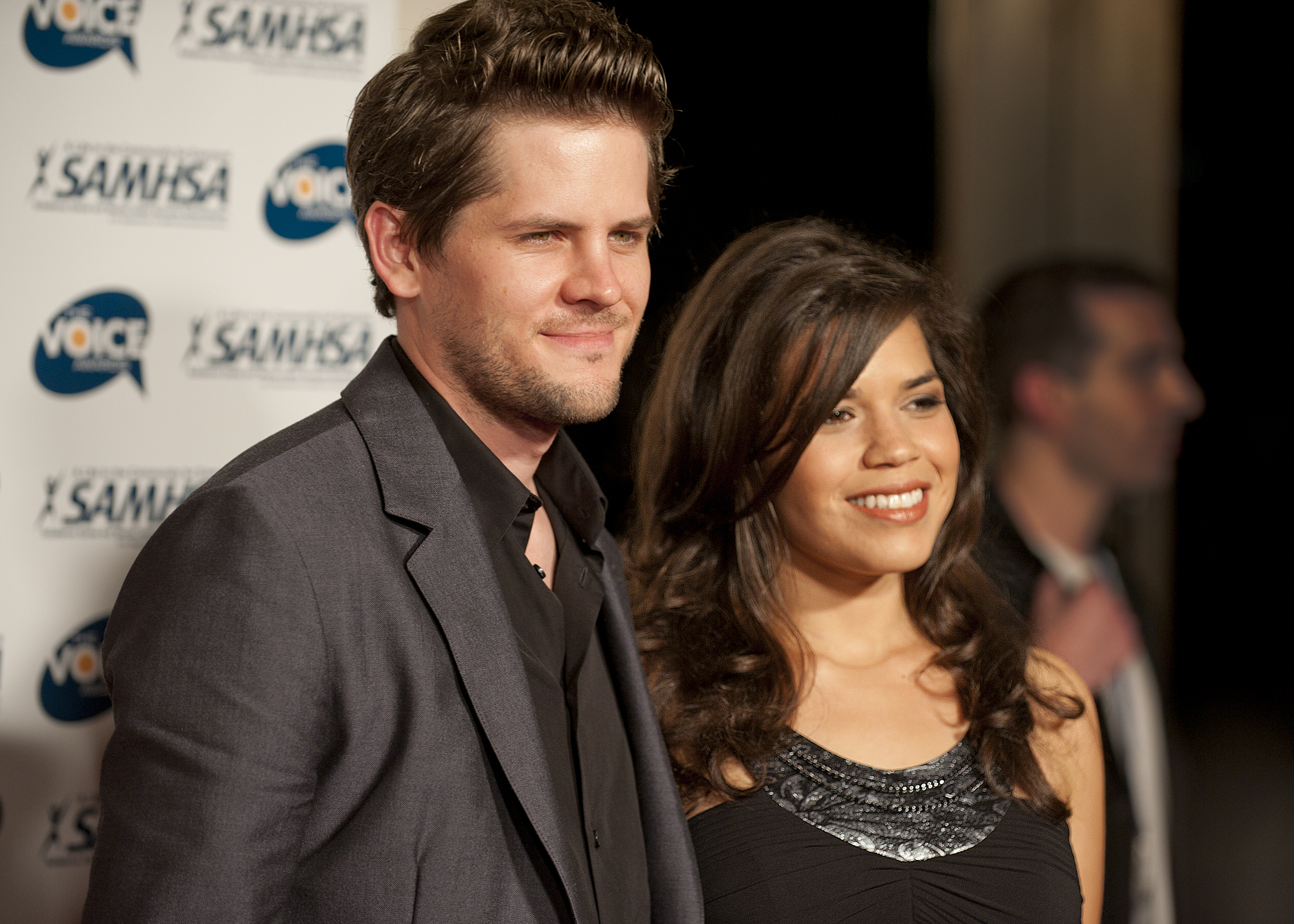
America e seu marido Ryan Williams em outubro de 2010.

America conheceu o ator e escritor Ryan Piers Williams na Universidade do Sul da Califórnia. Os dois ficaram noivos em junho de 2010 e se casaram em 27 de junho de 2011. Ferrera possui bacharelado em Relações Internacionais. Em 31 de dezembro de 2017, Ferrera e Williams anunciaram que estavam esperando seu primeiro filho. Em 29 de maio de 2018, Ferrera deu à luz um menino, Sebastian Piers Williams.

### Ativismo Politico
Durante as eleição presidenciais de 2008, Ferrera, ao lado de Chelsea Clinton e a atriz, Amber Tamblyn, liderou a organização "Hillblazers", em apoio à campanha de Hillary Clinton. Participou da Convenção Nacional Democrata de 2012 em Charlotte, na Carolina do Norte, e da Convenção Nacional Democrata de 2016, na Filadélfia.
Nas eleições presidenciais de 2016, ela foi oradora em vários protesto, dividindo o palco com a atriz Lena Dunham. No mesmo ano, Ferrera fez campanhas para que os latinos que moram nos Estados Unidos votem através da organização Voto Latino, que defende os direitos da população latina no país.
Em 21 de janeiro de 2017, ela foi a oradora de abertura da Marcha das Mulheres em Washington. Ferrera também falou no protesto "Families Belong Together" em 30 de junho de 2018.
Ferrera também entrou na luta contra o assédio sexual, em outubro de 2017, participou da campanha #MeToo, revelando publicamente que foi assediada sexualmente quando tinha 9 anos de idade. Em janeiro de 2018, foi uma das fundadoras do fundo de defesa legal "Time's Up". Foi apontada como uma das 100 mulheres mais inspiradoras do mundo pela BBC em 2023.

## Filmografia

### Cinema
| Ano  | Título                                  | Personagem            | Notas                                                   |
| ---- | --------------------------------------- | --------------------- | ------------------------------------------------------- |
| 2002 | Real Women Have Curves                  | Ana Garcia            | Papel principal                                         |
| 2002 | Gotta Kick It Up!                       | Yolanda "Yoli" Vargas | Papel principal / Feito para televisão (Disney Channel) |
| 2004 | Darkness Minus Twelve                   | Luiza                 |                                                         |
| 2004 | Plainsong                               | Victoria Roubideaux   | Feito para televisão (Hallmark)                         |
| 2005 | Como as Garotas Garcia Passaram o Verão | Blanca                |                                                         |
| 2005 | Quatro Amigas e um Jeans Viajante       | Carmen Lowel          |                                                         |
| 2005 | Os Reis de Dogtown                      | Thunder Monkey        | Participação                                            |
| 2005 | 3:52                                    | Kate                  | Papel principal                                         |
| 2006 | Steel City                              | Amy Barnes            |                                                         |
| 2007 | Muertas                                 | Rebecca               | Curta / Produtora executiva                             |
| 2007 | La Misma Luna                           | Martha                |                                                         |
| 2007 | Hacia La Oscuridad                      | Luiza                 | Produtora executiva                                     |
| 2008 | Quatro Amigas e um Jeans Viajante 2     | Carmen Lowel          |                                                         |
| 2008 | Tinker Bell                             | Fawn                  | Voz / Diretamente em vídeo                              |
| 2010 | The Dry Land                            | Sarah                 | Produtora executiva                                     |
| 2010 | Our Family Wedding                      | Lucia Ramirez         |                                                         |
| 2010 | How to Train Your Dragon                | Astrid Hofferson      | Voz                                                     |
| 2012 | It's a Disaster                         | Hedy Galili           |                                                         |
| 2012 | End of Watch                            | Policial Orozco       |                                                         |
| 2012 | Half the Sky                            | Ela mesma             | Documentário                                            |
| 2013 | Six by Sondheim                         | Mary / Ela mesma      | Documentário (HBO)                                      |
| 2014 | Cesar Chavez                            | Helen Chavez          |                                                         |
| 2014 | X/Y                                     | Silvia                | Produtora                                               |
| 2014 | How to Train Your Dragon 2              | Astrid Hofferson      | Voz                                                     |
| 2014 | Big Hero 6                              | Honey Lemon           | Voz                                                     |
| 2018 | This Is What Democracy Looks Like       | Ela mesma             | Documentário / Curta                                    |
| 2019 | How to Train Your Dragon 3              | Astrid Hofferson      | Voz                                                     |
| 2023 | Barbie                                  | Gloria                |                                                         |

### Televisão
| Ano        | Programa                       | Personagem       | Nota                                                                                         |
| ---------- | ------------------------------ | ---------------- | -------------------------------------------------------------------------------------------- |
| 2002       | American Family                |                  | Episódio: "The Fighting Fridas"                                                              |
| 2002       | Touched by an Angel            | Charlee          | Episódio: "The Word" (temporada 9)                                                           |
| 2002       | Express Yourself               | Ela Mesma        | 1 episódio / Programa do Disney Channel                                                      |
| 2003-2011  | Independent Lens               | Ela Mesma        | Apresentadora / temporadas 5–9, 12–13 / 112 episódios / emissora pública PBS                 |
| 2004       | CSI: Crime Scene Investigation | April Perez      | Episódio: "Harvest" (temporada 5)                                                            |
| 2006-2010  | Ugly Betty                     | Betty Suarez     | Principal                                                                                    |
| 2011-2013  | The Good Wife                  | Natalia Flores   | Episódios: "The Next Month" (2013), "Foreign Affairs", "Killer Song", "Silver Bullet" (2011) |
| 2011       | Handy Manny                    | Graciela Morales | Voz / Episódio: "Snow Problem"                                                               |
| 2012-2018  | DreamWorks Dragons             | Astrid Hofferson | Voz / Principal                                                                              |
| 2014-2016  | Years of Living Dangerously    | Ela mesma        | Episódio: "Winds of Change" (2014), "Uprising" (2016)                                        |
| 2015       | Inside Amy Schumer             | Mena             | Episódio: "80s Ladies"                                                                       |
| 2015- 2021 | Superstore                     | Amy Dubanowski   | Principal / Co-produtora / Diretora (em alguns episódios)                                    |
| 2016       | Lip Sync Battle                | Ela mesma        | Episódio: "Amber Tamblyn vs America Ferrera" / Competidora                                   |
| 2017       | Curb Your Enthusiasm           | Vanessa Nadal    | Episódio: "The Shucker"                                                                      |

### Internet
| Ano  | Programa                            | Personagem        | Notas                                           |
| ---- | ----------------------------------- | ----------------- | ----------------------------------------------- |
| 2012 | Christine                           | Christine         | Principal; 12 episódios                         |
| 2015 | What's Your Emergency               | Brenda Fitzgerald | Episódios: "Corporate Hell" e "Trouble in Hell" |
| 2017 | Gente-fied: The Digital Series      |                   | Produtora executiva                             |
| 2017 | Katy Perry Live: Witness World Wide | Ela mesma         | Reality Show no Youtube                         |

## Prêmios e Indicações
| Ano  | Premiação                           | Categoria                                                                    | Trabalho                              | Resultado |
| ---- | ----------------------------------- | ---------------------------------------------------------------------------- | ------------------------------------- | --------- |
| 2002 | Sundance Film Festival              | Special Jury Prize: Dramatic                                                 | Real Women Have Curves                | Venceu    |
| 2003 | Independent Spirit Award            | Best Debut Performance                                                       | Real Women Have Curves                | Indicado  |
| 2003 | Young Artist Award                  | Best Performance in a Feature Film – Leading Young Actress                   | Real Women Have Curves                | Indicado  |
| 2005 | Satellite Award                     | Outstanding Actress in a Supporting Role, Comedy or Musical                  | The Sisterhood of the Traveling Pants | Indicado  |
| 2005 | Teen Choice Award                   | Choice Movie Breakout Performance – Female                                   | The Sisterhood of the Traveling Pants | Indicado  |
| 2005 | Teen Choice Award                   | Choice Movie Hissy Fit                                                       | The Sisterhood of the Traveling Pants | Indicado  |
| 2006 | ALMA Award                          | Outstanding Actress in a Motion Picture                                      | The Sisterhood of the Traveling Pants | Indicado  |
| 2006 | Imagen Award                        | Best Actress                                                                 | The Sisterhood of the Traveling Pants | Venceu    |
| 2006 | Satellite Award                     | Best Actress in a Series, Comedy or Musical                                  | Ugly Betty                            | Indicado  |
| 2007 | ALMA Award                          | Outstanding Actress – Television Series, Mini-Series or Television Movie     | Ugly Betty                            | Venceu    |
| 2007 | NAACP Image Award                   | Outstanding Actress in a Comedy Series                                       | Ugly Betty                            | Indicado  |
| 2007 | Imagen Award                        | Best Actress – Television                                                    | Ugly Betty                            | Venceu    |
| 2007 | Imagen Award                        | Creative Achievement Award                                                   | —                                     | Venceu    |
| 2007 | Primetime Emmy Award                | Outstanding Lead Actress in a Comedy Series                                  | Ugly Betty                            | Venceu    |
| 2007 | Golden Globe Award                  | Best Performance by an Actress in a Television Series – Musical or Comedy    | Ugly Betty                            | Venceu    |
| 2007 | Satellite Award                     | Best Actress in a Series, Comedy or Musical                                  | Ugly Betty                            | Venceu    |
| 2007 | Screen Actors Guild Award           | Outstanding Performance by a Female Actor in a Comedy Series                 | Ugly Betty                            | Venceu    |
| 2007 | Screen Actors Guild Award           | Outstanding Performance by an Ensemble in a Comedy Series (compartilhado)    | Ugly Betty                            | Indicado  |
| 2007 | Teen Choice Award                   | Choice TV: Breakout                                                          | Ugly Betty                            | Venceu    |
| 2007 | Teen Choice Award                   | Choice TV Actress: Comedy                                                    | Ugly Betty                            | Indicado  |
| 2007 | TCA Award                           | Individual Achievement in Comedy                                             | Ugly Betty                            | Indicado  |
| 2008 | Golden Globe Award                  | Best Performance by an Actress in a Television Series – Musical or Comedy    | Ugly Betty                            | Indicado  |
| 2008 | NAACP Image Award                   | Outstanding Actress in a Comedy Series                                       | Ugly Betty                            | Venceu    |
| 2008 | Primetime Emmy Award                | Outstanding Lead Actress in a Comedy Series                                  | Ugly Betty                            | Indicado  |
| 2008 | Imagen Award                        | Best Actress – Television                                                    | Ugly Betty                            | Indicado  |
| 2008 | Satellite Award                     | Best Actress in a Series, Comedy or Musical                                  | Ugly Betty                            | Indicado  |
| 2008 | Screen Actors Guild Award           | Outstanding Performance by a Female Actor in a Comedy Series                 | Ugly Betty                            | Indicado  |
| 2008 | Screen Actors Guild Award           | Outstanding Performance by an Ensemble in a Comedy Series (shared with cast) | Ugly Betty                            | Indicado  |
| 2008 | Teen Choice Award                   | Choice TV Actress: Comedy                                                    | Ugly Betty                            | Indicado  |
| 2009 | ALMA Award                          | Actress in Television – Comedy                                               | Ugly Betty                            | Indicado  |
| 2009 | Golden Globe Award                  | Best Performance by an Actress in a Television Series – Comedy or Musical    | Ugly Betty                            | Indicado  |
| 2009 | NAACP Image Award                   | Outstanding Actress in a Comedy Series                                       | Ugly Betty                            | Indicado  |
| 2009 | Imagen Award                        | Best Actress – Television                                                    | Ugly Betty                            | Indicado  |
| 2009 | Nickelodeon Kids' Choice Awards     | Favorite Television Actress                                                  | Ugly Betty                            | Indicado  |
| 2009 | New York Women in Film & Television | Muse Award                                                                   | —                                     | Venceu    |
| 2009 | Screen Actors Guild Award           | Outstanding Performance by a Female Actor in a Comedy Series                 | Ugly Betty                            | Indicado  |
| 2009 | Teen Choice Award                   | Choice TV Actress: Comedy                                                    | Ugly Betty                            | Indicado  |
| 2010 | NAACP Image Award                   | Outstanding Actress in a Comedy Series                                       | Ugly Betty                            | Indicado  |
| 2010 | Imagen Award                        | Best Actress – Television                                                    | Ugly Betty                            | Venceu    |
| 2010 | Imagen Award                        | Best Actress – Film                                                          | The Dry Land                          | Indicado  |
| 2010 | Imagen Award                        | Best Actress – Film                                                          | Our Family Wedding                    | Indicado  |
| 2011 | Alliance of Women Film Journalists  | Best Actress-Animated Female Film                                            | How to Train Your Dragon              | Venceu    |
| 2016 | Imagen Award                        | Best Actress – Television                                                    | Superstore                            | Indicado  |
| 2017 | Gracie Awards                       | Actress in a Leading Role - Comedy or Musical                                | Superstore                            | Venceu    |
| 2017 | Golden Nymph Awards                 | Best Actress - Comedy                                                        | Superstore                            | Pendente  |